# Elchovska reka
Elchovska reka (bulgariska: Елховска река) är ett vattendrag i Bulgarien.   Det ligger i regionen Smoljan, i den södra delen av landet, 190 km sydost om huvudstaden Sofia.
I omgivningarna runt Elchovska reka växer i huvudsak blandskog. Runt Elchovska reka är det ganska tätbefolkat, med 60 invånare per kvadratkilometer.